# Коллинз, Джон (сержант)
Джон Коллинз (англ. John Collins; 10 сентября 1880 — 3 сентября 1951) — английский кавалер креста Виктории, высшей воинской награды за героизм, проявленный в боевой обстановке, что может быть вручена военнослужащим стран Содружества и прежних территорий Британской империи.

## Биография
К 37 годам Джон Коллинз был капралом 25-го батальона королевских уэльских фузилёров 74-й йоменской дивизии британской армии. За свои действия 31 октября 1917 года, при форсировании реки Вади-эль-Саба, в ходе битвы за Беэр-Шеву (территория современного Израиля), Палестина, он был представлен к награде.
В официальном объявлении о награде говорилось:
Его Величество король любезно рад пожаловать крест Виктории … капралу королевских уэльских фузилёров Джону Коллинзу за проявление выдающейся храбрости, выносливости и лидерских качеств в ситуации, когда после развёртывания перед атакой его батальон был вынужден залечь под мощным артиллерийским и пулемётным огнём противника, принёсшим многочисленные жертвы.
Сей доблестный унтер-офицер неоднократно выбирался в зону обстрела, чтобы вынести раненных в укрытие, спасая при этом многие жизни. В ходе последующих операций в течение дня, капрал Коллинз был также заметен, сплачивая и увлекая за собой своё подразделение. В финальной стадии штурма он возглавил атаку с исключительным мастерством, невзирая на ближний огонь неприятеля и проволочные заграждения. В штыковой рукопашной схватке он уничтожил пятнадцать врагов. И даже после выполнения боевой задачи, продолжил теснить противника, вместе с расчётом пулемёта Льюиса прикрывал реорганизацию войск и закрепление успеха, будучи в полной изоляции и пребывая под огнём вражеских снайперов и пушек.

Таким образом он явил превосходный пример бесстрашия и инициативности.
Позднее ему было присвоено звание сержанта. Свои дни он закончил в валлийском городе Мертир-Тидвил, где и похоронен на местном кладбище «Пэнт».
Его крест Виктории находится в экспозиции музея королевских уэльских фузилёров, в замке Карнарвон, Гуинет, Уэльс.